# شهرستان کوهپایه
شهرستان کوهپایه یکی از شهرستان‌های استان اصفهان می‌باشد. مرکز این شهرستان، شهر کوهپایه است. این شهرستان در سال ۱۴۰۰ از شهرستان اصفهان مستقل گردید.

## زبان
مردم این شهر به گویش کوپایی، زبان راژی از زبان‌های ایران مرکزی و که از بازمانده‌های زبان پهلوی است سخن می‌گویند.

## موقعیت جغرافیایی
این شهرستان یکی از شهرستان‌های استان اصفهان ایران می‌باشد که در حاشیه کویر مرکزی ایران قرار گرفته و از شمال به شهرستان اردستان و شهرستان برخوار از غرب به شهرستان اصفهان از جنوب به شهرستان هرند و شهرستان ورزنه و از شرق به شهرستان نائین و استان یزد محدود می‌شود
ارتفاع مرکز و جنوب شهرستان از سطح دریا ۱۵۷۰ متر و شمال آن ۳۳۰۰ متر می‌باشد. و از ارتفاعات معروف آن می‌توان کوه مارشنان با ۳۳۳۰مترارتفاع وکوه میل با ۳۳۰۰متر ارتفاع نام برد وسعت شهرستان کوهپایه حدود ۳۰۰۰ کیلومتر مربع است و تقریباً ۸٪ از وسعت استان اصفهان را به خود اختصاص داده است.

## تقسیمات کشوری
شهرستان کوهپایه دارای ۲ بخش، ۴ دهستان و ۳ شهر به شرح زیر است:
| بخش    | مرکز بخش | جمعیت بخش ۱۳۹۵ | نام دهستان | مرکز دهستان | جمعیت دهستان ۱۳۹۵ | شهر           | جمعیت شهر ۱۳۹۵      |
| ------ | -------- | -------------- | ---------- | ----------- | ----------------- | ------------- | ------------------- |
| تودشک  | تودشک    | ۱۵٬۴۹۷ نفر     | تودشک      | تودشک       | ۳٬۳۷۱ نفر         | کوهپایه تودشک | ۷٬۵۱۵ نفر ۴٬۲۷۵ نفر |
| تودشک  | تودشک    | ۱۵٬۴۹۷ نفر     | جبل        | جزه         | ۲٬۳۳۳ نفر         | کوهپایه تودشک | ۷٬۵۱۵ نفر ۴٬۲۷۵ نفر |
| سیستان | سجزی     | ۸٬۱۷۹ نفر      | زفره       | زفره        | ۲٬۰۴۰ نفر         | سجزی          | ۵٬۰۶۳ نفر           |
| سیستان | سجزی     | ۸٬۱۷۹ نفر      | سیستان     | سجزی        | ۱٬۰۷۶ نفر         | سجزی          | ۵٬۰۶۳ نفر           |

## جمعیت
براساس سرشماری عمومی نفوس و مسکن در سال ۱۳۹۵، جمعیت شهرستان کوهپایه برابر با ۲۶٬۶۷۶ نفر بوده است.